# Organy Eberta w Innsbrucku

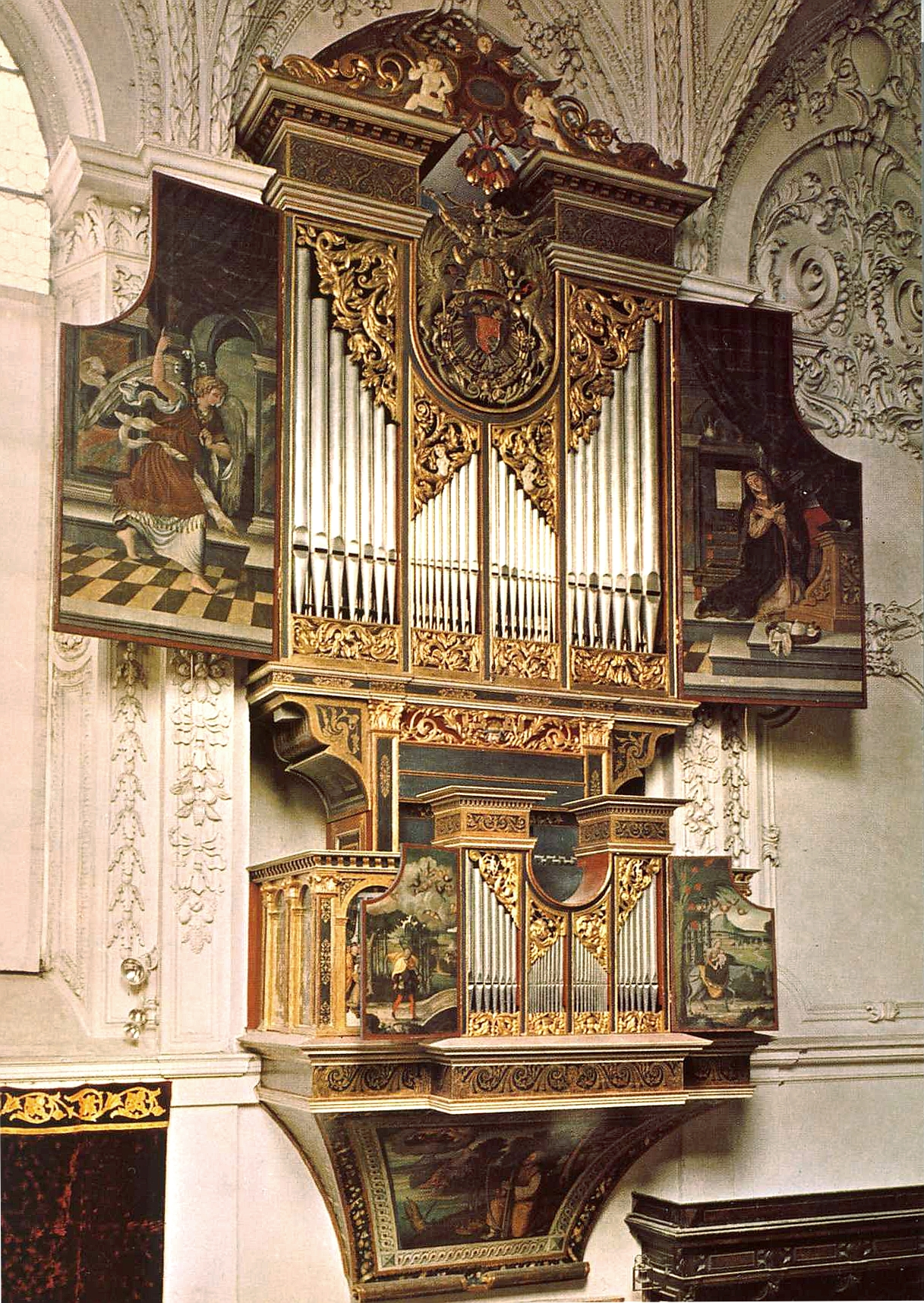

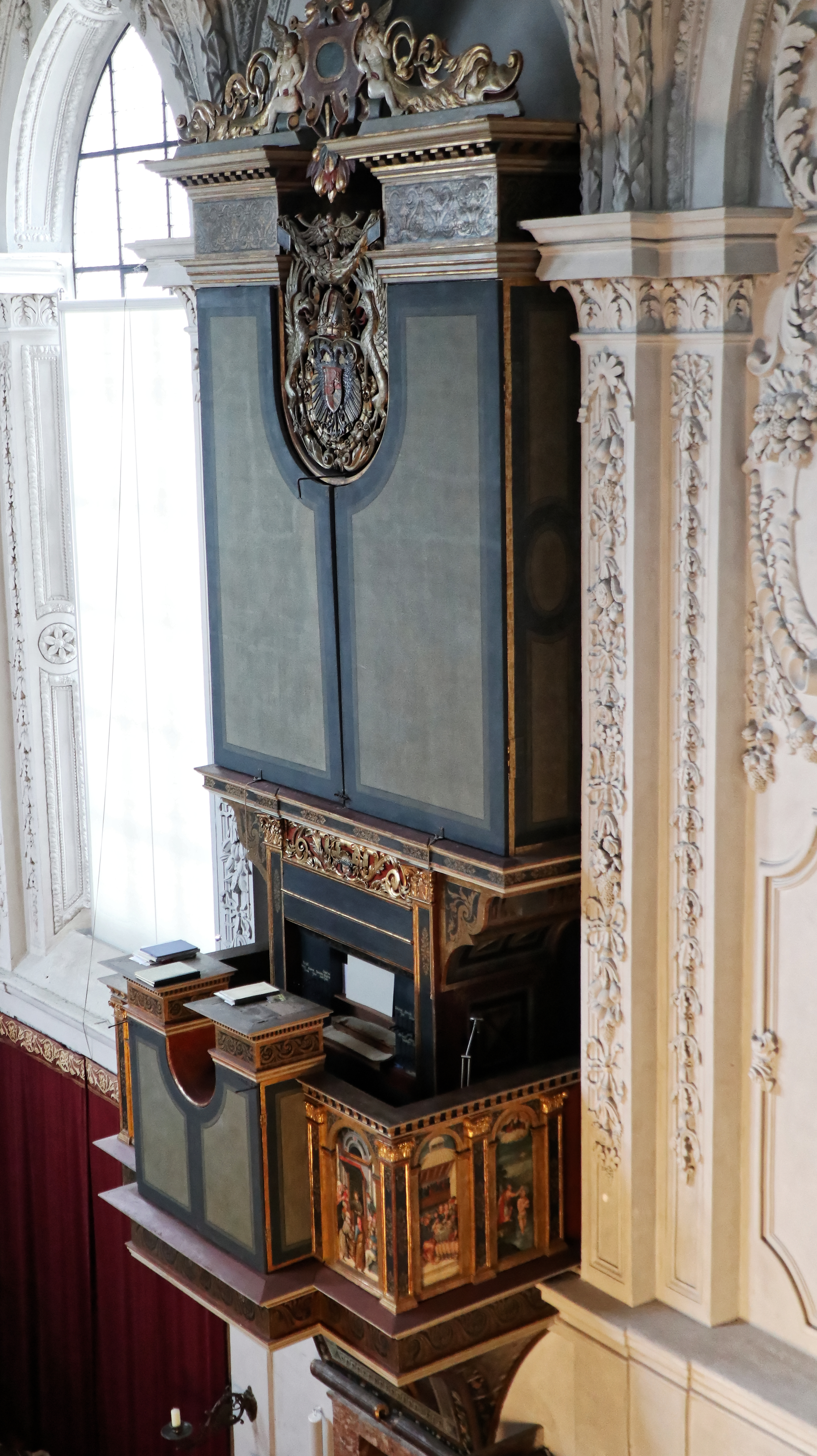
Z zamkniętymi skrzydłami

Organy Eberta w Innsbrucku – 15-głosowe renesansowe organy piszczałkowe w Kościele Dworskim w Innsbrucku. Jedne z najstarszych grywalnych organów w Austrii, wyposażone w trakturę mechaniczną. Zbudowane w latach 1555–1561 przez holenderskiego organmistrza Jörga Eberta z Ravensburga. Kilkukrotnie restaurowane i przebudowywane – ostatnio w latach 1965–1970 i 1975–1977, przez warsztat organmistrza Jürgena Ahrenda z Niemiec.
W kościele znajduje się dwoje organów: instrument Eberta oraz drugi, zbudowany w 1900 roku.

## Charakterystyka
Organy Eberta umieszczone są na balkonie (jaskółczym gnieździe), w prezbiterium, na końcu prawego rzędu stalli, nad przejściem do zakrystii. Pierwotnie miały 16 głosów. Zbudowane zostały w latach 1555–1561 przez Jörga Eberta z Ravensburga. W latach 1700–1701 zostały rozbudowane do 26 głosów – zastąpiono wówczas jedną miksturę i Zimbel w Rückpositivie innym głosem, a w innym głosie zmieniono barwę; pozostałe głosy oryginalnego instrumentu pozostawiono niezmienione. Instrument ulegał stopniowo degradacji i w 1832 roku nie nadawał się już do gry. Po wybuchu II wojny światowej zostały przeniesione celem ochrony przed potencjalnym zniszczeniem. W latach 1965–1970 i 1975–1977 Jürgen Ahrend odrestaurował organy, usuwając elementy dobudwane w 1701 roku, przywracając stan oryginalny z XVI wieku i dodając dmuchawę elektryczną zasilającą powietrzem cztery miechy klinowe. Z oryginalnego instrumentu zachowały się kanały powietrzne, wiatrownice klapowo-zasuwowe, ławki piszczałkowe, traktura, przełączniki rejestrowe i obudowa z dwuskrzydłowymi drzwiami. Klawiatura, miechy oraz część traktury gry została zrekonstruowana. Sześć rejestrów jest zachowanych w stanie oryginalnym, pięć odbudowano, pozostałe uzupełniono.

## Dyspozycja
Dyspozycja po renowacji zakończonej w 1977:
| Manuał I – großen Corpus CDEFGA–g2a2 | Manuał II – Ruggpositiv FGA–g2a2                                              | Pedał CDEFGA–b0        |
| --- | ----------------------------------------------------------------------------- | ---------------------- |
| 1. Prinzipal 8′ 2. Gedackt 8′ 3. Oktave 4′ 4. Quinte 2 2/3′ 5. Superoktave 2′ 6. Mixtur V–X 7. Zimbel II 8. Sesquialtera II 9. Trompete 8′ 10. Regal (B/D) 8′ 11. Tremulant | 1. Prinzipal 4′ 2. Gedackt 4′ 3. Mixtur III-V 4. Zimbel II 5. Sesquialtera II | połączony z manuałem I |
| Ciśnienie powietrza: 90 mm słupa wody |                                                                               |                        |